# نادية ياسين
نادية ياسين (ديسمبر 1958) ناشطة سياسية إسلامية مغربية، ابنة عبد السلام ياسين، مؤسس جماعة العدل والإحسان، وهي المؤسسة والمشرفة على العمل النسائي داخل الجماعة، كما هي محاضرة وكاتبة لمقالات متعددة.

## نبذة عن حياتها
تابعت دراستها الابتدائية بمدرسة "Paul Cezanne" بالرباط. ثم دراستها الثانوية بثانوية ديكارت بالرباط. وحصلت على شهادة البكالوريا من ثانوية "Victor Hugo" بمراكش. كما أنها خريجة العلوم السياسية، سنة 1980، من كلية الحقوق بفاس. درست اللغة الفرنسية خلال أربع سنوات، قبل أن تستقيل من أجل التفرغ للعمل الدعوي في الجماعة، خصوصا بعد أن سجن والدها للمرة الثانية بين 1983 و 1985. تحملت وحدها مسؤولية بناتها الأربع، بعد اعتقال زوجها عبد الله الشيباني رفقة أعضاء مجلس إرشاد الجماعة بين سنة 1990 و 1992.

## مسيرتها السياسية
كاتبة لمقالات متعددة، بالإضافة إلى قدر كبير من الاستجوابات التي نشرتها صحف مختلفة من مثل لوموند، إلبايس، ديرشبيغل، لوجورنال، تايمز، ونشرتها أيضا عدة مواقع إلكترونية مثل إسلام أون لاين وغيره.
تم اعتقالها يوم 10 ديسمبر 2000 إثر الوقفة السلمية التي نظمتها الجماعة للتنديد بوضع حقوق الإنسان في المغرب، رفقة جميع أعضاء أسرتها، حيث حكم عليها بأربعة أشهر سجنا موقوفة التنفيذ.
شاركت نادية ياسين في عدة مؤتمرات وندوات دولية، منذ أن تسلمت جواز سفرها سنة 2003 بعد أن منعت منه لمدة تزيد على عشرين سنة. منها المؤتمر الدولي السنوي السادس لجمعية الدراسات المتوسطية، بودابست، هنغاريا، ماي 2003. كما شاركت في الخطاب النقدي والفكر السياسي، سان سيباستيان(إسبانيا، في يونيو 2004). حضرت في مؤسسة البيت العربي، أمستردام هولندا، شتنبر 2004.
شاركت خلال الاجتماع الاستراتيجي للحركات المناهضة للحرب وللعولمة، بيروت لبنان، شتنبر 2004 وفي ندوة الإسلام والديمقراطية، بركلي الولايات المتحدة الأمريكية، أبريل 2005.

### مضايقات
هي الآن متابعة بتهمة المس ب«المؤسسات المقدسة للأمة»، بعد نشر استجواب خصت به جريدة «الأسبوعية الجديدة»، وذلك لأنها عبرت عن مواقفها من الملكية ونظام الحكم في المغرب، باعتبارها أن المغاربة بدون ملك لن يموتوا، واعتبرت النظام الجمهوري الأقرب للشريعة الإسلامية حيت قالت:
| نادية ياسين | إن النظام القائم شتيمة وظُـلم سياسي يقع على المغاربة، ولم يعد صالحا للمغرب، وأن المغاربة ليسوا مُـلزمين بقبول هذا النظام إلى يوم القيامة (...) أتوقّـع أن يكون سقوط هذا النظام وشيكا | نادية ياسين |

مما تسبب لها بالمتابعة القضائية، وتبقى معرضة للحكم بالسجن من 3 إلى 5 سنوات، وبغرامة مالية بين 10000 و 100000 درهم.
في 15 مارس 2006 تم إرجاء النظر في قضية نادية ياسين، وصحافيين اثنين يعملان في «الاسبوعية الجديدة» إلى أجل غير محدد للمرة الثانية مع التشطيب على محضر الجلسة الأولى. قررت مرة أخرى الغرفة الجنحية بالمحكمة الابتدائية بالرباط يوم الخميس 16 يوليو 2009، إرجاء النظر في ملف نادية ياسين إلى غاية 7 يناير من سنة 2010.
في يونيو 2011 اتهمت نادية ياسين الحكومة المغربية بشن حملة لا أخلاقية ضدها من خلال فبركة صور لها ومحاولة المس بشرفها. وهددت نادية ياسين بالعودة إلى توجهاتها القديمة الداعية للنظام الجمهوري.

## مؤلفات
صدر للأستاذة نادية ياسين أول كتاب تحت عنوان "Toutes voiles dehors" (فلتُشرع الأشرعة) والذي صدرت ترجمته إلى العربية تحت عنوان «اركب معنا...دعوة للإبحار!» لدى منشورات "Le fennec " بالمغرب و"Altereditions " بفرنسا. وهي بصدد تحضير مؤلفات أخرى.

## وصلات خارجية
- موقع نادية ياسين
- حوارأعضاء الجزيرة توك مع نادية ياسين
- مباشر مع ندية ياسين - الجزء 1 على يوتيوب